# Kamo (Steinige Tunguska)
Die Kamo (russisch Камо, Левая Камо Lewaja Kamo, deutsch ‚Linke Kamo‘, Каталанга Katalanga) ist ein linker Nebenfluss der Steinigen Tunguska in der russischen Region Krasnojarsk.
Sie verläuft im Westteil des Mittelsibirischen Berglands. 
Sie fließt anfangs in östlicher Richtung, später in nordnordöstlicher Richtung.
Dabei durchfließt sie ein tiefes Tal. 
Im Unterlauf bildet sie viele enge Flussschlingen. 
Die Kamo hat eine Länge von 339 km. Sie entwässert ein Areal von 14.500 km². 
Der Fluss wird hauptsächlich von der Schneeschmelze gespeist.
Im Frühjahr führt er regelmäßig Hochwasser.
In den Sommer- und Herbstmonaten verursachen starke Niederschläge eine hohe Wasserführung. 
Bedeutendster Nebenfluss ist der Tochomo von links.